# Generation of Love – The Album
Generation of Love – The Album ist ein im Jahr 1995 veröffentlichtes Album der deutschen Eurodance-Band Masterboy.

## Hintergrund
Das Album wurde von den Masterboy-Mitgliedern Tommy Schleh und Enrico Zabler produziert. Es erschien unter dem eigenen Label Club Zone sowie unter Polydor. Der Gesang stammt von Beatrix Delgado und der Rap von Tommy Schleh. Generation of Love – The Album erschien erstmals am 30. Oktober 1995 als CD und Musikkassette.

## Musik
Generation the Love – The Album ist stilistisch dem Eurodance zuzuordnen.

## Titelliste
1. Intro – 2:50
2. Give Me Your Love – 4:12
3. Anybody (Movin’ On) – 3:53
4. Baby Let It Be – 4:05
5. Land of Dreaming – 4:03
6. Masterboy Theme (The Third) – 6:06
7. Generation of Love – 3:40
8. Feel the Fire – 4:25
9. Get It On – 3:39
10. Feel the Force (House Version) – 5:21
11. Generation of Love (Fly Away Remix) – 6:03
12. Anybody (Movin’ On) (F. J. Gauder Remix) – 5:55[1]

## Singleauskopplungen
| Jahr | Titel               | Höchstplatzierung, Gesamtwochen, AuszeichnungChartplatzierungen (Jahr, Titel, , Platzierungen, Wochen, Auszeichnungen, Anmerkungen) | Höchstplatzierung, Gesamtwochen, AuszeichnungChartplatzierungen (Jahr, Titel, , Platzierungen, Wochen, Auszeichnungen, Anmerkungen) | Höchstplatzierung, Gesamtwochen, AuszeichnungChartplatzierungen (Jahr, Titel, , Platzierungen, Wochen, Auszeichnungen, Anmerkungen) | Höchstplatzierung, Gesamtwochen, AuszeichnungChartplatzierungen (Jahr, Titel, , Platzierungen, Wochen, Auszeichnungen, Anmerkungen) | Anmerkungen                          |
| Jahr | Titel               | DE | AT | CH | UK | Anmerkungen                          |
| ---- | ------------------- | --- | --- | --- | --- | ------------------------------------ |
| 1995 | Generation of Love  | DE16 (14 Wo.)DE | AT15 (9 Wo.)AT | CH19 (14 Wo.)CH | — | Erstveröffentlichung: 2. Juni 1995   |
| 1995 | Anybody (Movin’ On) | DE26 (12 Wo.)DE | AT20 (10 Wo.)AT | CH29 (9 Wo.)CH | — | Erstveröffentlichung: September 1995 |
| 1996 | Land of Dreaming    | DE12 (17 Wo.)DE | AT26 (6 Wo.)AT | CH20 (11 Wo.)CH | UK80 (1 Wo.)UK | Erstveröffentlichung: 3. Januar 1996 |

Die Lieder Feel the Force und Baby Let It Be wurden ebenfalls als Single veröffentlicht, verfehlten allerdings eine Chartplatzierung.

## Charts und Chartplatzierungen
| ChartsChartplatzierungen | Höchstplatzierung | Wochen |
| ------------------------ | ----------------- | ------ |
| Deutschland (GfK)        | 37 (12 Wo.)       | 12     |
| Schweiz (IFPI)           | 29 (3 Wo.)        | 3      |